# Peter Blake (Segler)
Sir Peter Blake, KBE (* 1. Oktober 1948 in Auckland; † 6. Dezember 2001 in Macapá) war ein neuseeländischer Sportsegler und Umweltschützer. Er gewann mehrere bedeutende Regatten, darunter zweimal den America’s Cup, einmal das „Whitbread Round the World Race“ (heute: The Ocean Race) und weitere Hochseeregatten. Im Jahre 1995 wurde Blake für seine Verdienste um den Yachtsport von der britischen Queen geadelt. Außerdem setzte er sich aktiv für den Umweltschutz in sensiblen Lebensräumen wie der Antarktis und dem tropischen Regenwald ein. Im Juli 2001 wurde er von den Vereinten Nationen zum Sonderbotschafter des UN-Umweltprogramms ernannt. Im Dezember 2001 wurde er auf einer Expedition im Amazonas-Delta von Flusspiraten ermordet.

## Seglerische Karriere
Peter Blake wurde 1948 als zweites von insgesamt vier Kindern in Auckland geboren. Ab dem fünften Lebensjahr fing er an zu segeln und nahm in seiner Jugendzeit an zahlreichen Regatten teil. 1970 zog Blake aus beruflichen Gründen nach England. In den Jahren 1974 bis 1990 nahm er an den ersten fünf Whitbread Round the World-Rennen (heute Volvo Ocean Race) teil, das er in dem Rennen 1989/90 auch mit der Yacht Steinlager 2 gewann. Die Flitterwochen mit seiner britischen Ehefrau Pippa verbrachte er 1979 mit der Überführung der Heath's Condor von England nach Neuseeland, wo er anschließend an der Sydney-Hobart-Regatta startete. Bei insgesamt fünf Teilnahmen an diesem Wettbewerb gewann er im Laufe der Jahre zweimal.
Im Jahre 1994 holte er mit dem Katamaran Enza gemeinsam mit Robin Knox-Johnston die Jules Verne Trophy für die schnellste Weltumsegelung in 74 Tagen, 22 Stunden, 17 Minuten und 22 Sekunden. Peter Blake wurde 1995 von Königin Elisabeth II. für seine Verdienste um den Yachtsport geadelt.
Im gleichen Jahr 1995 führte er das neuseeländische Team mit der Yacht Black Magic zum Sieg im 29. America’s Cup (AC) und verteidigte diesen Titel im Jahre 2000 mit New Zealand im 30. AC als erster nichtamerikanischer Teilnehmer. Beide Siege entschied er deutlich mit 5:0 für sein Team.

## Bedeutung als Umweltschützer
Nach dem Tod von Jacques Cousteau im Jahre 1997 wurde Peter Blake als neuer Vorsitzenden der Cousteau Society gehandelt, die Verhandlungen mit der Witwe und Nachlassverwalterin des berühmten Forschers führten aber zu keinem Abschluss. Daraufhin gründete er eine eigene Gesellschaft Blakexpeditions mit dem Ziel, sensible maritime Ökosysteme wie die Antarktis zu erforschen und andere Menschen über die Eigenheiten solcher Gebiete aufzuklären. Peter Blake gab den professionellen Segelsport auf, um sich ganz dem Schutz der Umwelt zu widmen. Von dem französischen Forscher Jean-Luis Etienne erwarb er den speziell für solche Zwecke entwickelten, 36 Meter langen Zweimaster Antarctica, den er in Antarctic Explorer und nach dem Scheitern der Zusammenarbeit mit der Cousteau Society in Seamaster umbenannte. Mit ihm brach er im Jahre 2000 zu einer fünf Jahre dauernden Expedition auf, die in der Antarktis startete, um dort die Eisschmelze und deren Auswirkungen durch die Erderwärmung und Umweltverschmutzung zu untersuchen. Anschließend nahm er Kurs auf die Küste Südamerikas, wo er die Vernichtung des Regenwaldes und die Folgen der Brandrodungen anprangerte.
Am 6. Dezember 2001 lag die Seamaster vor Macapá nahe der Amazonas-Mündung vor Anker und wartete auf die Zollabfertigung, als Piraten das Boot enterten. Sie entwendeten einen Außenbordmotor und mehrere Uhren. Nachdem Peter Blake Gegenwehr leistete, wurde er von einem der Piraten erschossen. Zwei weitere Crewmitglieder wurden schwer verletzt. Die Piraten konnten festgenommen werden und wurden anschließend zu langen Haftstrafen von teils über 36 Jahre verurteilt. Einer von ihnen, Jose Irandir Cardoso konnte fliehen, wurde aber nach 16 Jahren Flucht in Brasilien festgenommen. Blakes Leichnam wurde nach England überführt und liegt in Warblington bei Blakes Wahlheimatstadt Emsworth, Hampshire, begraben.
Die Seamaster wurde verkauft und fährt nun unter dem Namen Tara. Die Einschusslöcher in der Kuppel sind bis heute sichtbar.

## Ehrungen
- 1994 erste Auszeichnung als Weltsegler des Jahres (Rolex World Sailor of the Year Award)
- 1996 Für seine Verdienste als erfolgreicher Skipper im America’s Cup wurde als Inductee (Mitglied) in die America’s Cup Hall of Fame aufgenommen.[3]
- 2002 wurde Blake postum mit dem Olympischen Orden und dem Laureus Award geehrt, die seine Frau Pippa stellvertretend für ihn entgegennahm.
- 2003 Ihm zu Ehren trägt das Blake-Massiv in der Antarktis seinen Namen.
- 2022 Inductee (Mitglied) der neu geschaffenen Cape Horn Hall of Fame